# Herb Cieszyna

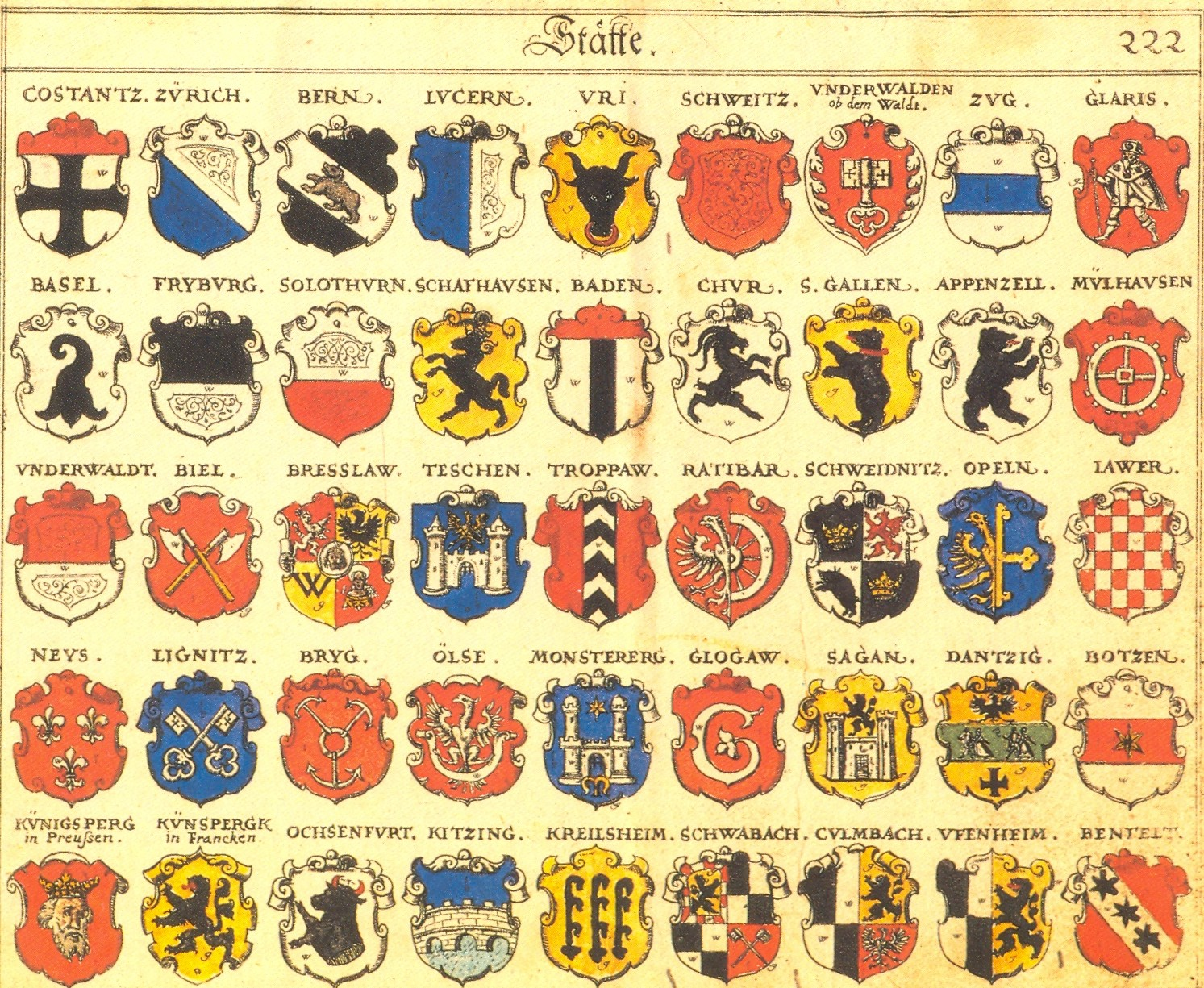
Herb Cieszyna w herbiarzu Johanna Siebmachera (czwarty z lewej w trzecim rzędzie)

Herb Cieszyna ukształtował się w XIV wieku i do dziś zmienił się tylko nieznacznie.
U podstawy niebieskiego pola tarczy herbowej przedstawiono błękitną rzekę Olzę, zaś powyżej umieszczono białe mury miejskie z dwiema basztami o czerwonych hełmach i otwartą bramą z podniesioną kratownicą. Podkreślają one obronny charakter miasta, zaś otwarta brama jest symbolem otwarcia na kontakty handlowe i przybyszów. Nad murami widnieje złoty koronowany orzeł Piastów cieszyńskich z rozpostartymi skrzydłami – godło Księstwa Cieszyńskiego.
Herb ewoluował wraz z rozwojem miasta. Wraz ze zmianami stylów architektonicznych zmieniał się rys murów miejskich, zmieniał się także wizerunek orła. Początkowo stosowano niekoronowanego orła piastowskiego (ukoronowanie orła w herbie miasta oznaczało według zasad heraldyki polskiej pełnię władzy suwerennej, a tej Cieszyn wówczas nie posiadał, gdyż był własnością księcia). Po wymarciu Piastów cieszyńskich w 1653 i przejęciu miasta przez Habsburgów orła piastowskiego zastąpiono koronowanym orłem cesarskim. W wieku XX piastowski koronowany orzeł przypomina o piastowskich korzeniach miasta i regionu. Współczesna urzędowa wersja herbu miasta Cieszyna zatwierdzona została przez Radę Miejską w 1996 roku.
Na bazie heraldycznych barw herbu ustanowiono także czerwono-błękitno-żółtą flagę miasta Cieszyna.
Ustanowiony 7 czerwca 1921 i używany po dziś dzień herb Czeskiego Cieszyna jest heraldycznie identyczny – różni się tylko rodzajem tarczy oraz brakiem korony w wizerunku orła.